# Teatro del Barrio
El Teatro del Barrio es un espacio cultural y teatral español ubicado en el barrio de Lavapiés, en Madrid. Fue inaugurado en diciembre de 2013 y se caracteriza por ser una plataforma artística, política y cultural. Su enfoque se centra en el uso del teatro como herramienta de transformación social y en la participación ciudadana en los cambios culturales y políticos contemporáneos. En septiembre de 2024, fue galardonado con el Premio Nacional de Teatro, en reconocimiento a su labor en la escena cultural y su compromiso social.

## Historia
El Teatro del Barrio se encuentra en la calle de Zurita 20, en el espacio de la antigua Sala Triángulo. Surgió como respuesta a las inquietudes generadas en 2011 por el movimiento 15-M, y su modelo organizativo se basa en una cooperativa de consumo responsable, sin ánimo de lucro. La iniciativa fue impulsada por el actor Alberto San Juan, junto a los economistas Mario Sánchez y Gerardo Domínguez, y los arquitectos Paloma Domínguez e Iñaki Alonso.
El espacio organiza debates y espectáculos que abordan temas como el poder económico, la corrupción, la monarquía y el sistema político, a menudo desde un enfoque humorístico y crítico. Forma parte de la Red de Teatros de Lavapiés, de la que es uno de los impulsores, que reúne a 15 espacios escénicos del barrio.

## Características
El Teatro del Barrio tiene como propósito fomentar la participación ciudadana, la transformación social a través del arte y la política, y desarrollar espectáculos que ofrezcan información útil para el cambio social. Además, busca proporcionar una plataforma para la formación en temas políticos y culturales. Está gestionado por un Consejo Rector, socios fundadores y cooperativistas, y cualquier persona puede convertirse en socia con una aportación de 100 euros.
Tiene una programación estable de espectáculos de teatro de humor, político y musical, danza y poesía, donde el debate se centra en el ejercicio de los poderes económicos como la Banca, las constructoras y las grandes empresas, o en los partidos políticos, la monarquía y la corrupción, entre otros. Aparte de espectáculos puramente teatrales, ofrece teatro periodístico e informativo que pretende aportar herramientas intelectuales para analizar la sociedad, su historia y su futuro.

### Universidad del Barrio
Es el segundo pilar del proyecto y está organizada por Juan Carlos Monedero, Emilio Silva, Noelia Adánez, Pablo Sánchez León y Ariel Jerez. Ofrece un espacio para el encuentro de investigadores y activistas. Su objetivo es analizar la historia reciente de España y poner en valor la lucha ciudadana y los movimientos sociales. Se centra en el análisis del poder y en la divulgación de alternativas ciudadanas que han impulsado transformaciones sociales a lo largo de la historia.

### Consumo responsable
Uno de los pilares del Teatro del Barrio es la promoción del consumo responsable. Desde su creación, ha buscado ser coherente con los principios de sostenibilidad, ética y economía social, en contraposición al modelo capitalista predominante. A través de sus actividades, fomenta una cultura de consumo consciente y comunitario.

### Actividades sociales
En la primavera de 2020, durante el confinamiento por la pandemia de COVID-19,  el Teatro del Barrio cedió sus instalaciones a la plataforma vecinal La CuBa, para repartir alimentos a 700 familias y 400 personas sin hogar, respondiendo a la crisis alimentaria que afectó a gran parte del vecindario de Lavapiés.

## Reconocimientos
En 2024, en su décimo aniversario, el Teatro del Barrio fue galardonado con el Premio Nacional de Teatro en reconocimiento a su labor en la escena cultural y su compromiso social. En el reconocimiento, que entrega anualmente el Ministerio de Cultura del Gobierno de España, el jurado destacó “la innovación y el riesgo en las artes escénicas”.